# Azoproite
L'azoproite è un minerale appartenente al gruppo della ludwigite.